# Ezequiel Ávila
Luis Ezequiel Ávila, noto come Chimy Ávila (Rosario, 6 febbraio 1994), è un calciatore argentino, attaccante del Real Betis.